# Uniwersytet Macquarie
Uniwersytet Macquarie, Macquarie University – australijska państwowa uczelnia wyższa z siedzibą w Sydney i kampusami w Hongkongu i Singapurze. 
Powstał w 1964, na mocy decyzji rządu stanu Nowa Południowa Walia, jako trzeci uniwersytet w Sydney, po Uniwersytecie w Sydney i Uniwersytecie Nowej Południowej Walii. Patronem uczelni jest Lachlan Macquarie, uważany za najwybitniejszego z dziewiętnastowiecznych gubernatorów Nowej Południowej Walii. 

## Struktura
Uniwersytet dzieli się na cztery wydziały:
- Wydział Biznesu i Ekonomii
- Wydział Sztuk (Nauk Humanistycznych)
- Wydział Nauk (Ścisłych)
- Wydział Nauk o Człowieku

## Znani absolwenci
- Ian Thorpe – pływak, zdobywca dziewięciu medali olimpijskich w Sydney (2000) i Atenach (2004)
- Grant Brits – pływak, brązowy medalista Igrzysk Olimpijskich w Pekinie w 2008 roku
- Joel Milburn – lekkoatletka, olimpijka z Pekinu, mistrzyni Australii w biegu na 400 metrów
- John Faulkner – polityk, minister w gabinetach Paula Keatinga i Kevina Rudda

## Galeria

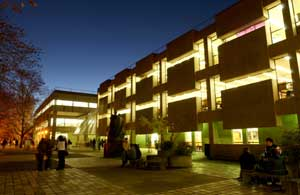
Biblioteka uniwersytecka
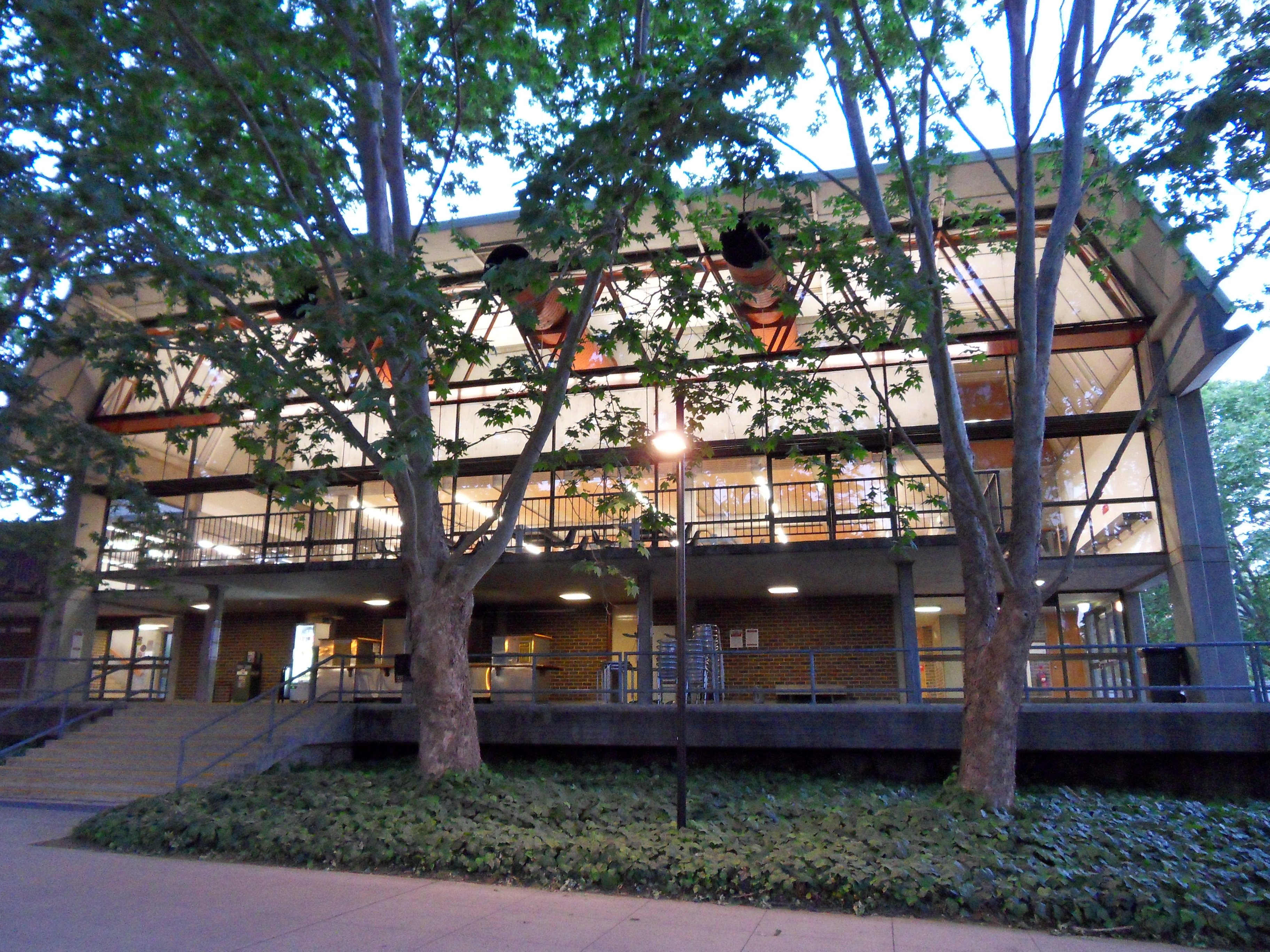
Teatr uniwersytecki
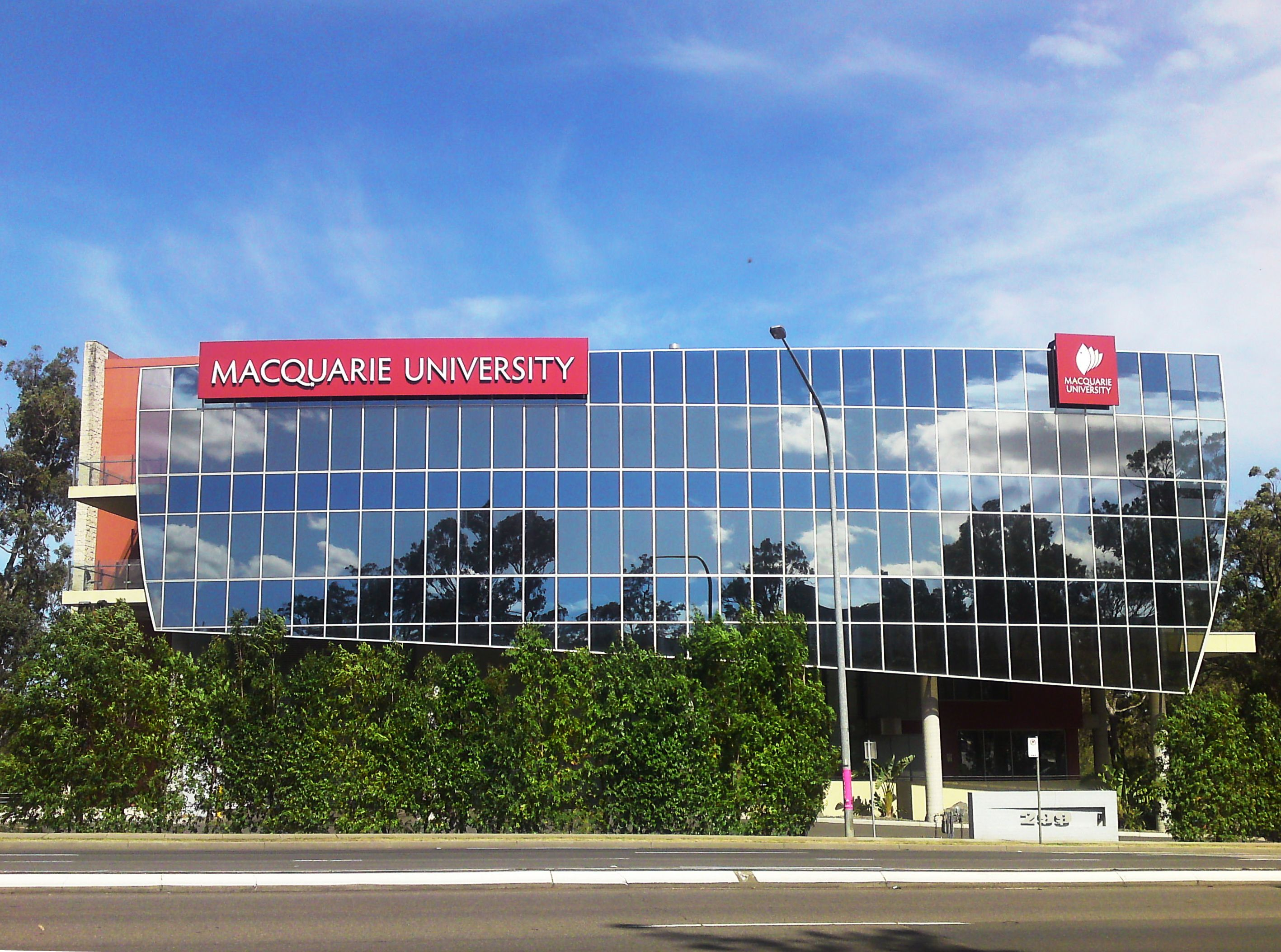